# Abu-l-Hazm Jàhwar ibn Muhàmmad ibn Jàhwar
Abu-l-Hazm Jàhwar ibn Muhàmmad ibn Jàhwar (àrab: أبو الحزم بن جهور, Abū-l-Ḥazm ibn Ŷahwar) (?, ca. 1000 - Còrdova, 6 d'agost de 1043) fou un alt dignatari dels darrers califes de Còrdova i el primer governant de la república de Còrdova, des del 1031 fins al 1043.

## Biografia
Pertanyent a la influent família dels Banu Jàhwar, amb erudits, juristes i alts càrrecs durant el període omeia, entre els seus membres, era de procedència oriental i descendent d'un esclau manumitit per l'omeia Marwan I. Muhàmmad, el seu pare, fou secretari durant el govern d'Almansor, i el mateix Jàhwar fou secretari del fill d'Almansor, Abd-ar-Rahman Sanxuelo, i visir durant els regnats de Sulayman al-Mustaín i Hixam II.
Al juny de 1026, estant Còrdova sense govern, Abu-l-Hazm Jàhwar, el més influent dels membres del consell d'Estat, tot i no estar convençut de la vàlua dels omeies, no veu altra solució que oferir el tron a altre príncep omeia. Durant el govern d'Hixam III, Abu-l-Hazm ocupa la presidència del consell d'Estat, i quan el visir Hakam ibn Said al-Kazzaz, home fort, comença a governar arbitràriament en contra dels consellers, Abu-l-Hazm decideix deposar el califa i deixar el govern en mans del consell.
Abolit el califat l'any 1031, en una assemblea convocada pel consell d'Estat, Abu-l-Hazm és elegit per dirigir la república, amb l'assistència de dos familiars seus, Muhàmmad ibn Abbàs i Abd al-Aziz ibn Hàssan, però sols amb serveis consultius.
Des del moment d'ocupar el poder refusa prendre cap títol califal, però pel seu govern equitatiu i savi, Ibn al-Khatib el denomina sayj al-yama'a (Xeic de la Comunitat). Tot i complir les formes republicanes el seu poder era il·limitat, i el consell no s'atreveix a contradir-lo.
Quant a la política interior restaura l'ordre i la tranquil·litat a Còrdova, i llicència les tropes berbers excepte el petit contingent del Beni Iforen, i les substitueix per una milícia ciutadana. Potencia el comerç, modera els preus, regularitza els impostos i inicia una política de restauració d'edificis.
La seva política exterior li serveix per aconseguir el respecte dels regnes de taifes veïns, fins i tot de l'expansionista taifa de Sevilla. Realitza una important tasca diplomàtica en els conflictes on estan implicades les taifes veïnes: intercedeix pels presoners almeriencs de Badis ibn Habús, emir de la taifa de Granada, quan en 1038 aquest venç a Zuhayr d'Almeria, quan aquest darrer intentava envair Granada; intervé de mediador entre les taifes de Badajoz i Sevilla, aconseguint que signen un tractat de pau, i s'alien contra el perill castellà; i ofereix refugi i protecció a diferents personatges exiliats per problemes polítics.
Abu-l-Hazm Jàhwar, segons les cròniques, era un home molt religiós, actuava com muetzí a la mesquita que els cordovesos tenien al raval oriental i pregava públicament les oracions de les nits del ramadà; era recte i honrat, i el seu caràcter era serè i tranquil. Tot i ser un aristòcrata i dels terratinents més rics de Còrdova, preferia viure a casa seva i no en els palaus reials. Mor a Còrdova el 6 d'agost de 1043 i fou soterrat en la seva pròpia residència.